# 對面所
對面所（日语：／ taimenjo）是日本室町时代以後武家屋敷內設置的設施，用作與主從關係的人舉行對面儀禮的場所。
對面儀禮在主從關係建立與確認時舉行，是武家重要儀式，作為武家之棟梁的征夷大將軍也不例外。镰仓幕府在侍廊、室町幕府在會所舉行對面儀禮是常規制度，但在足利义政在花之御所新建時設置與會所不同的對面所，成為對面所之始。
戰國時代到江户时代重視以主從關係為基本的武家間的身份秩序，對面所被視為武家屋敷的中心設施。丰臣秀吉在大坂城的對面所與德川家康舉行對面儀禮，以彰德川家康權威是著名事例。
然而，在德川家康所開創江户幕府的主要據點江戶城與二條城，並不設置對面所，而以大廣間作為對面儀禮的設施，之後其他武家屋敷也以廣間或書院取代對面所。